# Malu Dreyer
Maria Luise Anna "Malu" Dreyer (Neustadt an der Weinstraße, 6 de febrero de 1961) es una política alemana del SPD. Desde el 16 de enero de 2013 hasta el 10 de julio de 2024 fue Ministra Presidenta de Renania-Palatinado, siendo la primera mujer en gobernar el estado. Desde 2016 hasta 2017 también ejerció como Presidenta del Bundesrat.

## Biografía
Entre 1995 y 1997 fue alcaldesa de Bad Kreuznach. El 15 de marzo de 2002, el ministro-presidente Kurt Beck la nombró Ministra de Trabajo, Asuntos Sociales, Salud y Demografía, en reemplazo de Florian Gerster. Ocupó este cargo hasta enero de 2013. En 2006 fue elegida por primera vez como diputada al Landtag de Renania-Palatinado, de forma directa en el distrito de Trier. En 2011 fue nuevamente electa al Parlamento en el mismo distrito, con el 40,6% de los votos.
Luego de que Kurt Beck renunciara a su cargo de ministro-presidente, Dreyer fue elegida su sucesora el 16 de enero de 2013, con 60 de los 100 votos emitidos por el Landtag. Desde el 1 de noviembre de 2016 hasta el 1 de noviembre de 2017 ejerció como Presidenta del Bundesrat.
En 2024 presentó su renuncia al gobierno estatal por motivos de salud, siendo sucedida por su ministro Alexander Schweitzer.